# Petrus Klotz

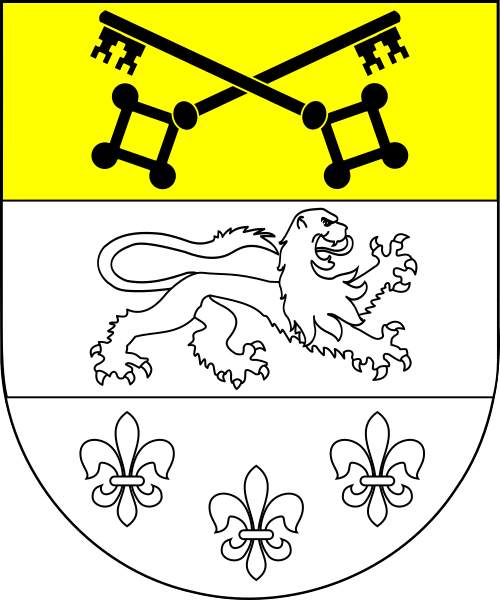
Wappenschild von Erzabt Petrus Klotz

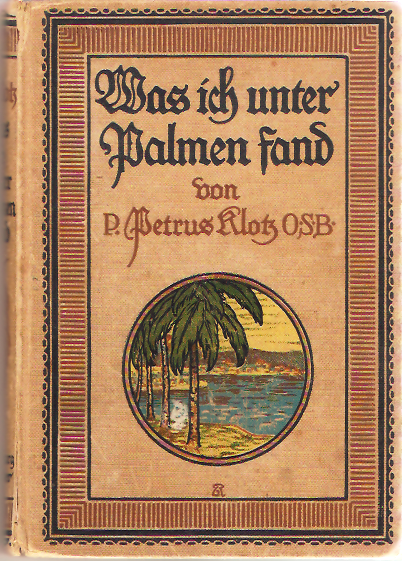
Klotz’ größter schriftstellerischer Erfolg

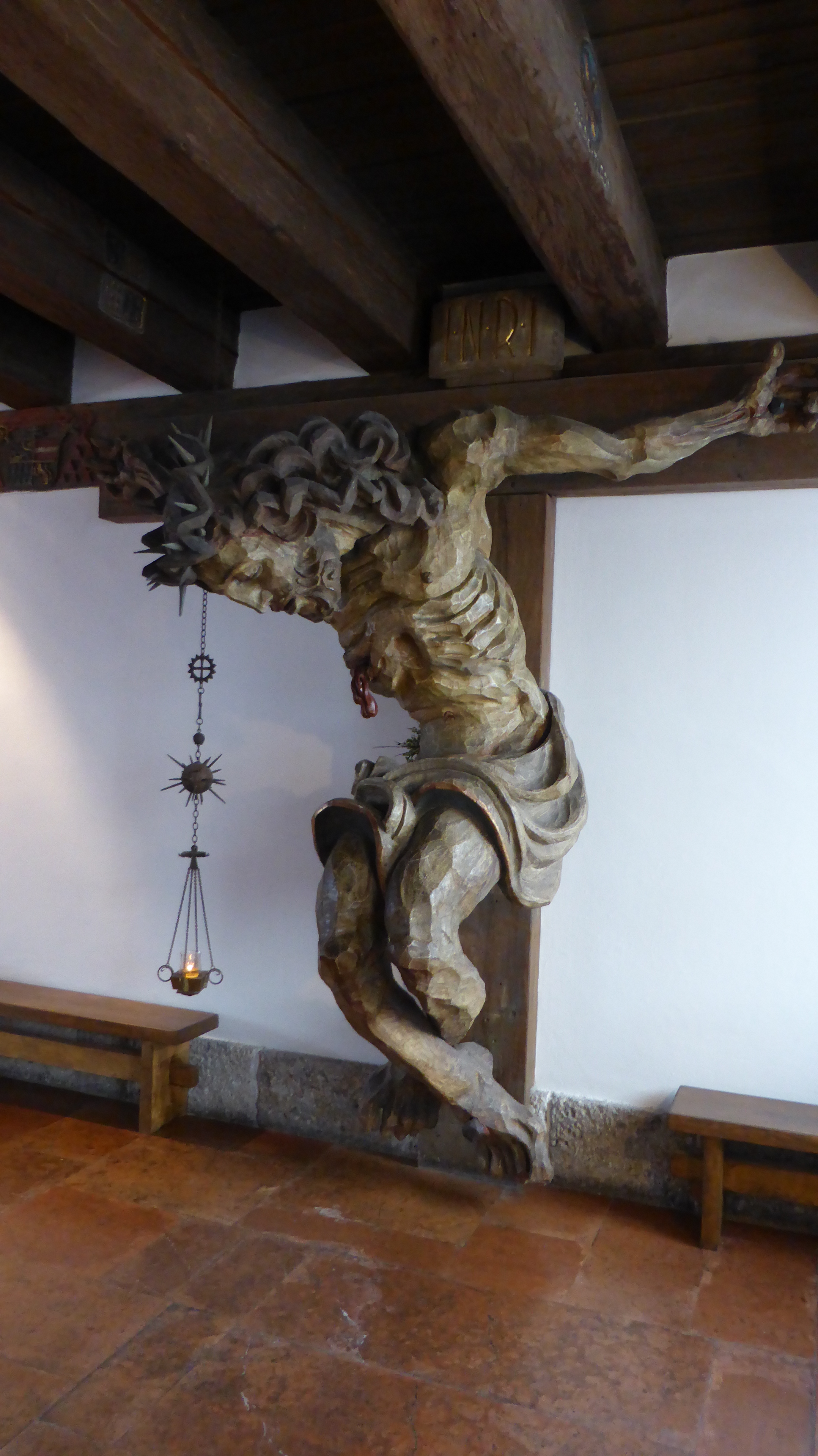
Kruzifix von Jakob Adlhart im Kolleg St. Benedikt

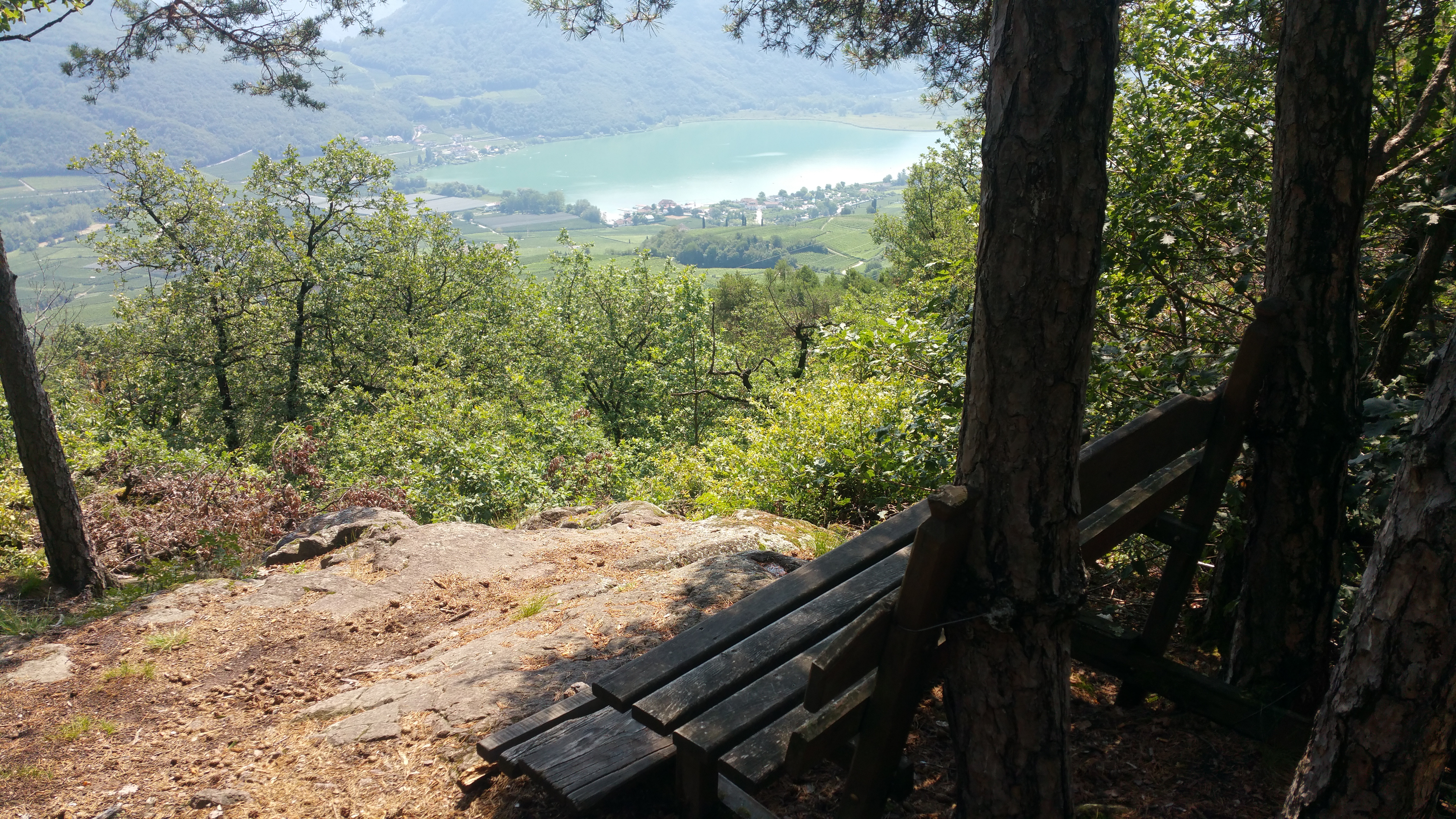
Klotzbankl mit Blick auf den Kalterer See

Petrus II. Klotz, OSB (bürgerlicher Name: Karl Josef Klotz; * 9. April 1878 in Kaltern, Südtirol; † 6. Oktober 1967 in Wien) war Benediktiner-Mönch, Priester und Reiseschriftsteller. Von 1922 bis 1931 war er Abt (seit 1927 Erzabt) des Stifts Sankt Peter in Salzburg.

## Leben
Karl Josef Klotz kam im Haus Mitterdorf Nr. 69 auf die Welt. Er war der Sohn des Schmieds Johann Klotz, seine Mutter hieß Anna, geb. Florian. Von Jugend an war Karl Josef ein unbändiger Reisetrieb eigen. Im Alter von elf / zwölf Jahren wanderte er allein vom Überetsch nach Rom und Neapel und gelangte bis nach Tunis. Seine Eltern waren da noch nicht tot, sie starben im Jahr 1895, laut seiner eigenen Angaben aber entwischte er einfach seinem Vormund.
Zum Schulbesuch am Borromäum kam er 1889 nach Salzburg ins Konvikt des Benediktinerstifts St. Peter. Nach der Matura trat er 1898 in das Noviziat von St. Peter ein, wo er den Ordensnamen Petrus erhielt. Das Stift war ihm durch seine Tante bekanntgemacht worden, Magdalena III. Klotz, 1876–1889 Äbtissin am Nonnberg. Er studierte Philosophie und Theologie. Am 22. September 1901 empfing er die Priesterweihe durch Kardinal-Erzbischof Johannes Baptist Katschthaler. 
Von 1912 bis 1916 unternahm er eine Weltreise, bei der er 200.000 km zurücklegte. Seine Erfahrungen kommunizierte er in vielen Vorträgen und in sieben Büchern (u. a. An fremder Welten Tor, Was ich unter Palmen fand). 1922 wurde er zum 83. Abt von St. Peter gewählt. 1925 wurde Klotz zudem zum Abtpräses der Benediktinerkongregation vom Hl. Joseph gewählt.
Mit dem Vorbild der bis 1810 bestehenden Salzburger Benediktineruniversität vor Augen, bemühte sich Abt Petrus um die Wiedererrichtung einer katholischen Universität in Salzburg. 1926 führte dies zur Gründung des Studienkollegs der Benediktiner, des Kollegs St. Benedikt, durch eine Konföderation aller deutschsprachigen Benediktinerklöster. Um die Studenten unterzubringen, wurde 1924–1926 ein dritter Klosterhof in der Abtei St. Peter geschaffen; die Pläne dazu stammten vom deutschen Architekten und Designer Peter Behrens.
Der Kollegbau wurde 1927 vom Heiligen Stuhl durch die Erhebung des Stiftes St. Peter zur Erzabtei gewürdigt, womit Petrus Klotz der erste Erzabt von St. Peter wurde. Der Bau verursachte beträchtliche finanzielle Schwierigkeiten; mit 3 Mio. Schilling Schulden stand die Erzabtei vor dem Konkurs. Alle deutschsprachigen Benediktinerabteien hatten zwar die Salzburger Pläne begrüßt, für die Baukosten haftete aber allein die Abtei St. Peter. Die Weltwirtschaftskrise verunsicherte die Lage zusätzlich.
Nach einer apostolischen Visitation im Jahr 1931 trat Petrus Klotz zurück. Sein Nachfolger Jakob Reimer musste Grundstücke und Kunstschätze des Klosters verkaufen, um Schulden abzudecken. Auf Wunsch der Religiosenkongregation musste die Konföderation der Klöster im Jahr 1934 einen Teil der Schulden tilgen.
Klotz lebte nach seinem Rücktritt hauptsächlich in Wien und Südtirol. Er veröffentlichte Bücher, führte eine ausführliche Korrespondenz – unter anderen mit Max Reinhardt – und bewegte sich im Künstler- und Literatenmilieu. Er war zudem einer der Initiatoren der Salzburger Hochschulwochen.

## Redner
Klotz trat häufig als Redner auf und berichtete über seine Reisen. Die folgende Einleitung zu einer Rede entstammt einem Abendvortrag in der Wiener Urania im Jahr 1916.

„So stehe auch ich nicht als Redner und Gelehrter von nach allen Seiten triefender Weisheit vor Ihnen, sondern als ein Mann, der trotz seines Zeichens als Mönch viele Reisen hinter sich und viel durchlebt und durchlitten hat. Das Erlebte und Erlittene ist mein mir selbst erworbener Reichtum, und von dem will ich heute etwas Weniges erzählen.“

## Mitgliedschaften
Klotz war Mitglied unter anderem in folgenden katholischen Studentenverbindungen:
- KÖHV Franco-Bavaria Wien (1919)
- KÖStV Austria Wien (1924)
- Vindelicia Innsbruck[7]
- K.Ö.L. Maximiliana Wien
- MKV Amelungia Innsbruck
- K.Ö.L. Austria Salzburg

## Gedenken
An Petrus Klotz erinnert eine von dem Bildhauer und Medailleur Theodor Georgii geschaffene Medaille. Auf deren Vorderseite befindet sich ein Porträt von Thomas Klotz mit der Umschrift PETRVS ABB. S. PETRI SALISBVRG (übersetzt: Petrus Abt von Sankt Peter in Salzburg Erbauer). Auf der Rückseite befinden sich drei Wappenschilde, rechts das Wappen des Stifts St. Peter, links das Wappen des Abtes, mittig der Kolleghof mit der Festung Hohensalzburg, darunter das Datum der Einweihung und drei weitere Zeilen: MCMXXVI/KAL. MAII / I. + INAVG. SOLL. COLLEG. BENEDICT. AD S. PETR. SALISBURG (übersetzt Feierliche Einweihung des Collegium Benedictinum bei St. Peter in Salzburg).
Die Erzabt-Klotz-Straße im Salzburger Stadtteil Nonntal erinnert an ihn; in der Straße liegen moderne Universitätsbauten und eine Teilbibliothek der Universitätsbibliothek. Weiteres trägt in Kaltern, Südtirol eine Holzbank die Inschrift „1901 Dr. Petrus Klotz 1951“.

## Publikationen (Auswahl)

### Bücher
- Was ich unter Palmen fand. Aus dem Skizzenbuch eines Orientfahrers. Herder, Freiburg 1911 (Willibald Hauthaler gewidmet).
- Vom Nil zum Kap: Reisebilder aus Afrika. Fünf Äquatorlängen um die Erde. 1. Auflage. Herder, Freiburg 1923.
- Mit Stab und Stift. Herder, Freiburg 1929.
- Unter Tempeln und Pagoden. Reisebilder aus Ostasien. Herder, Freiburg 1929.
- An fremder Welten Tor. Erlebnisse und Eindrücke. In: Was ich sah, sann und erlebte. Band 1. Rauch, Innsbruck 1940.
- Mein Südtirol. Ein Heimatbuch. 1. Auflage. Rupertuswerk, Salzburg 1948.
- Mein Weg durch die Völker. In: Was ich sah, sann und erlebte. Band 2. Inn-Verlag, Innsbruck 1951.
- An der Erde Rand. In: Was ich sah, sann und erlebte. Band 3. Inn-Verlag, Innsbruck 1953.
- Rund um Meere und Menschen. In: Was ich sah, sann und erlebte. Band 4. Inn-Verlag, Innsbruck 1954.
- Mein liebes Südtirol. Ein Heimatbuch. Athesia, Bozen 1979.

### Aufsätze
- Im Lande der Pagoden, Benediktus-Bote 1 (1927), S. 79.
- Am Perlfluß, Benediktus-Bote 4 (1930), S. 281.